# Верх-Емаш
Верх-Емаш — деревня в Чернушинском районе Пермского края. Входит в состав Таушинского сельского поселения.
Находится примерно в 10 км к юго-западу от центра города Чернушки.

## Население
В 2005 году численность населения составляла 167 человек.
По результатам переписи 2010 года численность населения составила 150 человек, в том числе 69 мужчин и 81 женщина.